# Wag-Aero CUBy
Le Wag-Aero CUBy est un avion léger américain. Il s'agit d'une réplique du Piper J-3 (ou Piper Cub), conçue pendant les années 1970 par Dick Wagner et proposée à la vente par la société Wag-Aero (en) de la ville de Lyons, dans le Wisconsin.
Appareil à construire soi-même, il est disponible à l'achat à la fois sous forme de simples plans ou de kits complets,,.
L'avion est actuellement (2025) commercialisé sous le nom de « Sport Trainer ».

## Conception et développement
La société Wag-Aero démarra ses activités aéronautiques par une série d'inspections de fabrication, puis par la fabrication d'une série de pièces détachées, parmi lesquelles une ligne complète de pièces pour le Piper Cub. Après plusieurs tentatives d'achat des droits du Cub pour une reprise de sa production, Jack Wagner, propriétaire de Wag-Aero, conçut un kit « fait maison », qui permettrait aux constructeurs amateurs de se fabriquer un avion neuf similaire au Cub.
Le CUBy fut initialement proposé avec des longerons et des nervures en bois, comme le Piper Cub. Plus tard, une option fut proposée pour des longerons et des nervures en aluminium, là-aussi comme pour les Cubs produits ultérieurement. L'avion différait cependant du concept original de Piper Aircraft sur plusieurs points, comme son fuselage construit en acier 4130, au lieu de l'acier au carbone 1025 original du Cub, ainsi que des compensateurs classiques installés sur les plans stabilisateurs, alors que le Cub avait un système de vérin à vis qui ajustait l'angle d'attaque de l'intégralité du stabilisateur,.
Les plans du CUBy furent réalisés par Bill Blake. Le prototype vola pour la première fois le 12 mars 1975, équipé de skis.

## Histoire opérationnelle
L'exemplaire de présentation du modèle fut exposé avec une peinture à fort contraste, une moitié étant peinte en vert avec une bande jaune, l'autre moitié étant peinte en jaune avec une bande verte. Ce motif de peinture « bouffon de la cour » assez inhabituel fut utilisé pour différencier le prototype de la couleur jaune standard utilisée sur le Piper Cub, à des fins commerciales.
Paul Poberezny (en) devint le premier client à construire un CUBy. Cet avion devint ensuite membre de la fondation de l'EAA AirVenture Museum (en) et fut utilisé pour démontrer l'emploi d'essence « automobile » dans les moteurs d'avions pour l'Experimental Aircraft Association. Le concepteur de l'avion, Dick Wagner, fit voler l'avion non-pressurisé jusqu'à une altitude de 6 096 m, afin de démonter que le carburant pour automobiles ne causerait pas de problèmes d'ébullition dans le circuit d'alimentation en carburant du moteur (phénomène désigné « vapor lock »).

## Versions

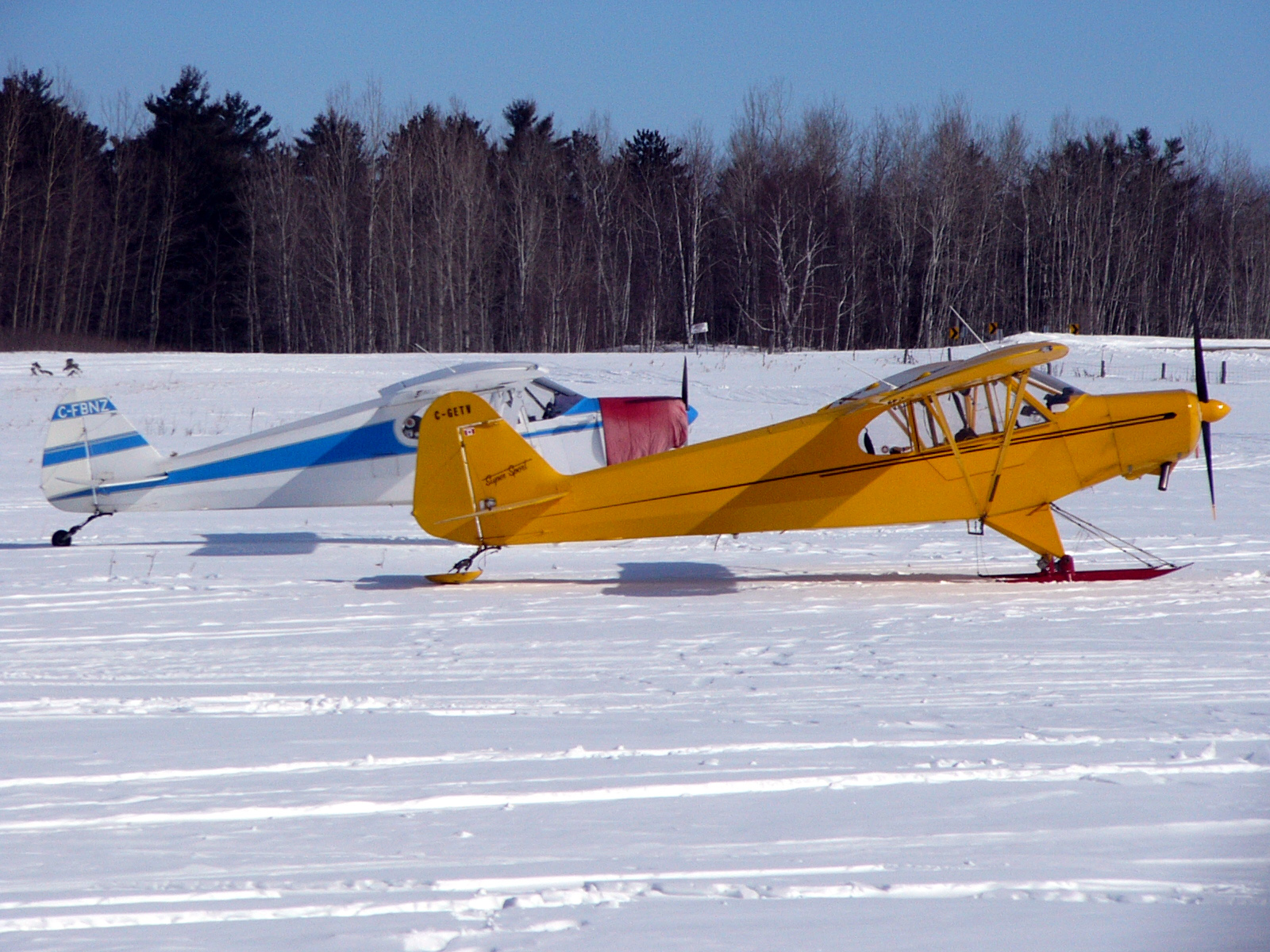
Un Wag-Aero Super Sport (au premier plan) avec un Piper PA-12 en arrière-plan.

- CUBy : Modèle de base, propulsé par le moteur standard recommandé Continental C-85 (en) de 85 ch (63 kW)[1] ;
- CUBy Acro Trainer : Développé en 1977, cet avion était équipé d'un moteur Lycoming de 135 ch (101 kW) et d'ailes raccourcies. Le prototype disposait de la peinture « double face » unique employée par Wag-Aero[7] ;
- Observer : Version Sport Trainer dotée de modification au niveau des vitrages lui permettant de ressembler au Piper L-4[3] ;
- Sport Trainer : CUBy original recevant un nouveau nom, propulsé par des moteurs dans la plage recommandée de 65 à 100 ch (48 à 75 kW). Au mois de décembre 2011, 250 exemplaires avaient été assemblés et en état de vol[2],[12] ;
- Super Sport : Version Sport Trainer ayant subi des modifications lui permettant de recevoir des moteurs d'une puissance allant jusqu'à 150 ch (112 kW)[3].

## Spécifications techniques
Données de Plane & Pilot, AeroCrafter - Homebuilt Aircraft Sourcebook
Caractéristiques générales
- Équipage : 1 pilote
- Capacité : 1 passager en tandem
- Longueur : 6,83 m
- Envergure : 10,74 m
- Hauteur : 2,03 m
- Surface alaire : 16,58 m2
- Profil : USA 35B
- Masse à vide : 315 kg
- Masse typique : 635 kg
- Moteur : 1   moteur à pistons à 4 cylindres à plat refroidis par air Lycoming O-235 de 125 ch (93 kW)
- Carburant : 45,4 litres

 Performances 
- Vitesse maximale : 164 km/h
- Vitesse de croisière : 151 km/h
- Vitesse de décrochage : 63 km/h
- Distance franchissable : 354 km  (732 km avec le réservoir auxiliaire de 98 litres)
- Plafond : 3 400 m
- Vitesse ascensionnelle : 150 m/min
- Charge alaire : 19 kg/m2
- Rapport poids-puissance : 2,52 kg/ch